# Maksim Ryzhenkov
Maksim Vladímirovich Ryzhenkov (en ruso: Максим Владимирович Рыженков; en bielorruso: Максім Уладзіміравіч Рыжанкоў; Minsk, 19 de junio de 1972) es un político y diplomático bielorruso que se desempeña como ministro de Asuntos Exteriores de Bielorrusia desde 2024.

## Biografía
Ryzhenkov nació en 1972 en Minsk. Graduado en Derecho Internacional por la Facultad de Derecho de la Universidad Estatal de Bielorrusia (1994) y en Administración Estatal y Local por la Academia de Administración Pública Presidencial de la República de Bielorrusia (2003).
Entre 1994 y 1996, trabajó como empleado del aparato central del Ministerio de Asuntos Exteriores de Bielorrusia. En 1996 fue asignado como empleado en la Embajada de Bielorrusia en Israel. Puesto que ocupó hasta 2000 cuando fue nombrado fue jefe del departamento de la OSCE y el Consejo de Europa del Ministerio de Asuntos Exteriores. Entre 2000 y 2001 fue jefe del Sector de Eventos de Protocolo del Servicio de Protocolo Estatal del Ministerio de Asuntos Exteriores. En 2003, asumió el puesto de asesor de la Embajada de Bielorrusia en Polonia y entre 2005 y 2006 fue jefe del Departamento Americano del Ministerio de Asuntos Exteriores.
En 2006 fue nombrado jefe del Departamento de Política Exterior de la Administración del Presidente. Puesto que ocupó hasta 2012, cuando trabajó como asistente del Presidente en cuestiones de cultura física, deportes y desarrollo turístico. Entre 2015 y 2017 fue primer vicepresidente del NAK de Bielorrusia y de diciembre de 2016 al 27 de junio de 2024, asumió el puesto de primer jefe adjunto de la administración del presidente de la República de Bielorrusia.
El 27 de junio de 2024 el presidente de Bielorrusia, Aleksandr Lukashenko, lo nombró ministro de Asuntos Exteriores.
También es presidente de la Federación de baloncesto de Bielorrusia.

## Condecoraciones
- Orden de Honor (2022)[5]
- Certificado de honor de la Asamblea Nacional de la República de Bielorrusia